# Jardín botánico de la Universidad de Granada
El Jardín Botánico de la Universidad de Granada es un jardín botánico de pequeñas dimensiones que se encuentra en la ciudad española de Granada. Depende administrativamente de la Universidad de Granada.

## Introducción
El Jardín Botánico es una de las piezas claves del Patrimonio de la Universidad de Granada, cuya creación, en 1840, también está relacionada con la figura de D. Mariano del Amo y Mora, como respuesta tardía a la reforma ilustrada propuesta por Pedro José Pérez-Valiente (1776) que establecía la necesidad de crear estos espacios para el uso científico y docente. Se trata de un jardín de pequeñas dimensiones donde se alternan las plantas en suelo y en macetas, ubicado en las antiguas huertas del Colegio de la Compañía de Jesús, sede de la actual Facultad de Derecho. En 1934 se crea, en Sierra Nevada, el Jardín Alpino, actualmente denominado Jardín Botánico Universitario de Sierra Nevada y administrado, conjuntamente con el Jardín Botánico histórico desde 1996.

## Localización
Se encuentra en la ciudad de Granada entre las calles Duquesa, Málaga, Escuelas y la Facultad de Derecho.

## Historia

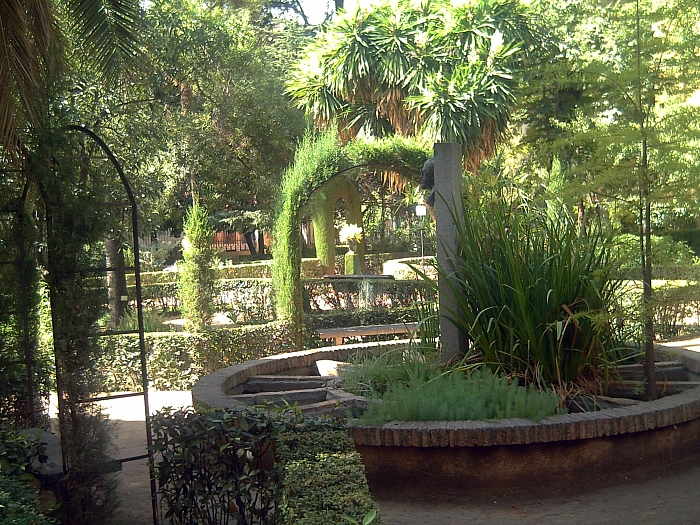
Jardín Botánico de la Universidad de Granada.

Construido en 1783 junto al Colegio de San Pablo, el Jardín Botánico de la Universidad de Granada presenta dos particularidades que lo hacen uno de los elementos patrimoniales de referencia de la institución. En primer lugar, la diversidad e plantas que deriva de su uso como lugar de investigación y experimentación científica. En segundo lugar, la conservación del trazado y la ordenación original de las plantas del siglo XIX.
Este deriva de una Pragmática de Carlos III que establece la necesidad de crear estos jardines con objeto de investigar las propiedades de las plantas y generar conocimiento. Esto se hizo en Granada siguiendo la “Escuela Botánica”, que no es sino la ordenación de las diferentes especies según las normas de la época y como aparecían en los libros utilizados por los estudiantes para su estudio, de manera que estos podían recorrer el jardín y analizarlo acorde al documento que utilizaban en las aulas.
El espacio se ordenó utilizando plantas de tamaño reducido, colocadas en macetas. Hoy se alternan, manteniendo su distribución, en macetas y en suelo, aunque las del suelo son controladas para que su porte permita que existan tantos ejemplares como se plantaron en origen.
Unido a la actual Facultad de derecho por una verja forjada en el siglo XIX por el arquitecto Juan Monserrat Vergés con la portada de la calle Duquesa realizada por el arquitecto Juan Pugnaire que cuenta con dos relieves que representan a los botánicos Antonio José Cavanilles y a Lagasca Segura, esculpidos en 1877 por Francisco Morales.

## Colecciones

### Escuela botánica
Una característica común en todos los jardines botánicos es disponer las colecciones de forma que puedan localizarse fácilmente los vegetales. Uno de los primeros criterios usados para ordenarlos fue su aspecto o el uso que recibían. En el siglo XVIII apareció la idea de crear una zona donde se situaban las plantas de acuerdo con la sistemática científica, de forma que los estudiantes pudieran encontrarlas allí colocadas de la misma manera que en sus libros de botánica. Eso determinaba la estructura del jardín, que se dividía en tantos parterres como unidades taxonómicas se consideraban.  
Las primeras Escuelas Botánicas solían tener veinticuatro cuadros que correspondían a la clasificación de Linneo. Es la división que se puede ver, por ejemplo, en el Real Jardín Botánico de Madrid. Con el paso de tiempo la ciencia botánica ha ido adoptando diversas clasificaciones y por esa razón el número de cuadros de los jardines se establecía de acuerdo con la sistemática vigente en su momento.
La Escuela Botánica del Jardín de la Universidad de Granada conserva los mismos catorce cuadros que tenía en sus inicios, que corresponden a las catorce clases de la sistemática de Jussieu para las plantas con flores.
Aunque en la actualidad la sistemática se entiende de forma muy diferente y se ajusta a criterios filogenéticos, la restauración realizada en el jardín ha respetado su carácter histórico y las plantas se colocaron en la Escuela siguiendo el criterio original que es el que seguía Mariano del Amo en su Flora fanerogámica. Para evitar confusiones que dificultarían el uso didáctico actual, la nomenclatura de nombres de especies y familias corresponde a las normas actuales. Buscando la mejor comprensión se ha colocado un cuadro que expone los criterios de ordenación, reflejando en él la ordenación de las familias realizada en el terreno de cultivo y su relación con las sistemáticas más recientes.
Además de su trazado, la Escuela Botánica conserva también otros valiosos testimonios de sus inicios. Se encuentra allí la primera portada de ingreso, una glorieta de hierro para trepadoras, bancos de piedra. Incluso, como elementos ya de interés arqueológico industrial, dos bóvedas subterráneas que eran las tomas de tierra de los pararrayos, cerradas por grandes bloques de piedra.

### Cuadros de floricultura

#### Cuadro de plantas hortícolas
Con plantaciones estacionales de vegetales alimentarios, pensado como complemento didáctico en visitas de escolares. El cuadro se completa con viejos ejemplares de frutales, como un caqui de Virginia (Diospyros virginiana) o un pacano (Carya illinoinensis). En este cuadro está el centenario ginkgo del jardín, introducido en este lugar en 1889, seguramente por el carácter comestible de sus semillas. Un azofaifo (Ziziphus jujuba) y un acerolo (Crataegus azarolus) representan antiguos frutales tradicionales hoy ya raros y en desuso.

#### Cuadro de plantas medicinales
El jardín se creó como apoyo a los estudios de farmacia, medicina y ciencias, la colección de plantas aromáticas y medicinales que se ha introducido recupera por tanto el interés que el jardín tuvo en sus orígenes por este tipo de plantas.

#### Colección de ornamentales
El Jardín Botánico de Granada colaboró en la introducción de nuevas especies ornamentales. En los cármenes y jardines de Granada pueden verse muchas de ellas cuya primera referencia en la ciudad es la de este jardín. La glicina, las bignonias, la sófora, son algunas de ellas ya comunes, otras, como la araujia o la anredera, no tuvieron tanta fortuna y hoy sólo se conservan en algunos viejos jardines.

#### Colección de trepadoras y setos
En los listados antiguos de plantas del Jardín Botánico hay una gran cantidad de plantas trepadoras. La colección que se muestra hace homenaje a ese pasado y añade una colección de setos formados con especies muy diversas.

## Ejemplares destacados

### Ginkgo (Ginko biloba)
La especie pertenece a la familia de las ginkgoáceas, un antiguo grupo de gimnospermas común hace 200 millones de años y hoy limitado a esta sola especie. Es un árbol de leyenda que acumula motivos de admiración por los amantes de la Naturaleza. De uso medicinal, traído a Europa a principios del siglo XVIII, único ser vivo que sobrevivió en el epicentro de la bomba atómica de Hiroshima y auténtico fósil viviente. Seguramente desaparecido como especie silvestre se conoce gracias a haber sido cultivado en China desde hace siglos. El que hay en el jardín se plantó en 1889 y es sin duda su ejemplar más
representativo.

### Sófora (Sophora japonica)
Leguminosa ornamental de origen japonés, introducida en Europa en el siglo XVIII como árbol de sombra en los paseos urbanos. Fácilmente reconocible por sus característicos frutos articulados. La sófora del jardín es el vegetal más antiguo de sus plantaciones, apareciendo ya en un listado de 1856.

### Caqui de Virginia (Diospyros virginiana)
Oriundo del sudeste de los Estados Unidos se cultiva más por su madera, que por los frutos que son de pequeño tamaño. Muy cercano a otras especies de su género, como el caqui (Diospyros kaki) o los distintos ébanos (Diospyros ebenum J. Koenig ex Retz. y otras especies).
Este frutal fue plantado en el jardín hace más de cien años, como uno de los componentes de la colección de frutales exóticos. El ejemplar es una reliquia del viejo jardín botánico.

### Pino canario (Pinus canariensis)
El magnífico ejemplar que crece en el jardín tiene un aspecto similar al que tiene la especie en estado silvestre, con elevado fuste poco ramificado y conservando en el tronco las hojas secas. Originario de Canarias, está preparado para resistir el fuego siendo uno de los pocos pinos capaces de dar brotes en la madera vieja, lo que le permite poder recuperarse tras el paso de los incendios. Es el único tipo de pino español con las acículas agrupadas de tres en tres.

### Macasar (Chimonanthus praecox)
Arbusto caducifolio de China. Florece en pleno invierno aportando un llamativo aroma en un momento en que son raras las especies en flor. Muy raro en los jardines europeos es sin embargo muy apreciado en Granada donde se le asocia con los antiguos cármenes, en algunos de los cuales se localizan ejemplares del momento en que estuvo de moda en la ciudad, a finales del siglo XIX.

### Arrayán morisco (Myrtus communis)
El arrayán morisco era una planta típica de los jardines de la Alhambra, donde se encontraba, por ejemplo, rodeando el estanque del Patio de los Arrayanes. De crecimiento muy vigoroso, se diferencia claramente del resto de los mirtos gracias a sus hojas de gran tamaño, dispuestas en grupos de tres mientras que en los otros suelen ser opuestas, y por su característico hábito de crecimiento, con tallos curvos poco ramificados y plenamente cubiertos de hojas amontonadas y adpresas a ellos. Olvidado por los botánicos durante mucho tiempo ha sido recientemente redescubierto. El ejemplar más destacado del jardín fue donado por el profesor Ricardo Ávila, que lo cultivó a partir de esquejes de la Alhambra.

### Yuca (Yucca gigantea)
Una especie corriente en los jardines pero cuyo ejemplar del Botánico destaca por su gran tamaño que domina el centro del jardín. Su ubicación coincide con el cuadro donde se localizan el caqui de Virginia, el ginkgo y la pacana (Carya illinoinensis), indicando que allí se localizaba el área de plantas hortícolas del jardín, pues sus flores, los isotes, son comestibles de uso habitual en su región de origen, Mesoamérica.

### Ciprés (Cupressus sempervirens)
Árbol típico del paisaje urbano y los jardines de Granada, en donde se usa tanto libre como recortado formando topiarias arquitectónicas (columnas, arcos, paredes, glorietas). El Jardín Botánico presenta una estética cercana a esos jardines locales tradicionales y pueden verse en él cipreses de todas esas formas. El ejemplar junto a la fuente es el más antiguo del jardín y alcanza una considerable altura.

### Palmito (Chamaerops humilis)
Es la única palmera silvestre de la Europa continental. En la naturaleza suele formar macollas de baja altura, aunque en condiciones óptimas alcanza los cuatro metros y en cultivo bastante más. Durante mucho tiempo ha sido recolectado para vender su interior carnoso comestible, hoy está protegido y se impide su consumo. El pie del jardín fue introducido en la restauración de 1998 y forma ya un notable
grupo.

### Encina (Quercus rotundifolia)
Es el árbol más característico de la Península ibérica, donde forma extensos bosques. Esta encina se diferencia de su pariente próximo Quercus ilex L. por sus hojas más redondeadas y de bordes espinosos cuando son jóvenes. De crecimiento lento, la encina se usa poco en España como planta de jardín. El ejemplar del Botánico se introdujo en la década de 1960 y ya ha alcanzado unos diez metros de altura.
La verja del jardín, realizada en la segunda mitad del siglo XIX, se adorna con copas diseñadas en forma de bellota.

### Ciprés de los pantanos (Taxodium distichum)
De la familia de las cupresáceas, este árbol crece en los pantanos y riberas fluviales del sudeste de Estados Unidos. Muy llamativo por sus delicadas hojas caducifolias y por su crecimiento que emerge de las aguas poco profundas con el tronco rodeado de raíces aéreas que sobresalen del agua como conos leñosos para permitir la respiración de las partes sumergidas. El ejemplar del Botánico es joven, con apenas veinte años, pero destaca en la colección de acuáticas por su porte elegante. A pesar de su corta edad ya ha comenzado la producción de los característicos neumatóforos.

### Palmito chino (Trachycarpus fortunei)
Es una de las pocas palmeras que resisten el frío clima de Granada. De aspecto similar al palmito mediterráneo, alcanza sin embargo alturas mucho mayores. Fue muy usado en la jardinería local, sobre todo en la segunda mitad del siglo XIX. Hay varios ejemplares en el jardín, alguno de ellos centenario.